# Astragalus karakugensis
Astragalus karakugensis är en ärtväxtart som beskrevs av Aleksandr Andrejevitj Bunge. Astragalus karakugensis ingår i släktet vedlar, och familjen ärtväxter. Inga underarter finns listade i Catalogue of Life.